# On a Night Like This (canción de Bob Dylan)
«On a Night Like This» es una canción del músico estadounidense Bob Dylan, publicada en el álbum de estudio Planet Waves. La canción, grabada con The Band al igual que el resto del álbum y producida por Rob Fraboni en los estudios The Village Recorder de Los Ángeles, fue publicada como primer sencillo de Planet Waves, con «You Angel You» como cara B. El sencillo alcanzó la posición 44 en la lista estadounidense Billboard Hot 100.
La canción fue incluida también en el recopilatorio Dylan.

## Versiones
El grupo Los Lobos grabó una versión de «On a Night Like This» incluida en la banda sonora de la película Anónimos.

## Personal
- Bob Dylan: voz, guitarra
- Rick Danko: bajo
- Levon Helm: batería
- Garth Hudson: acordeón
- Richard Manuel: piano
- Robbie Robertson: guitarra